# 竪堀駅
竪堀駅（たてぼりえき）は、静岡県富士市中島にある、東海旅客鉄道（JR東海）身延線の駅である。駅番号はCC02。

## 概要
竪堀駅は富士市富士北地区に位置し、1日約1100人の乗車客がある有人駅である。普通列車のみの停車駅であり、身延線で運行される特急「ふじかわ」は通過する。
JR東海によって運営されているが、1926年（大正15年）の開設時は私鉄富士身延鉄道が運営していた。その後同鉄道国有化を経て、1987年（昭和62年）の国鉄分割民営化に伴いJR東海に移管された。また、複線化に合わせて1969年（昭和44年）に移転するまでは、400mほど東で営業していた。

## 歴史
- 1926年（大正15年）3月8日：富士身延鉄道の竪堀停留場（たてほり - ）として開業、旅客営業を開始[1]。
- 1927年（昭和2年）11月5日：竪堀駅に昇格[1]。この時、貨物営業を開始した模様[1]。
- 1938年（昭和13年）10月1日：富士身延鉄道を国有鉄道が借り上げし、身延線に[2]。同時に、「たてぼりえき」に呼称変更[1]。
- 1941年（昭和16年）5月1日：富士身延鉄道が正式に国有化される[2]。
- 1969年（昭和44年）9月28日：富士 - 入山瀬（竪堀）間線路移設・複線化に伴い、約400m西の現在の位置に移転・高架駅化。同時に貨物取扱廃止、荷物扱いを発送のみに限定[1]。
  - 移転前の竪堀駅は島式ホーム1面2線を有する地上駅であった。旧駅跡地は富士緑道（遊歩道）の公園として利用されている。
- 1974年（昭和49年）9月27日：竪堀 - 入山瀬間を複線化[3]。
- 1984年（昭和59年）2月1日：発送荷物扱い廃止[1]。
- 1987年（昭和62年）4月1日：国鉄分割民営化に伴い、東海旅客鉄道（JR東海）の駅となる[1]。
- 2010年（平成22年）3月13日：ICカード「TOICA」の利用が可能となる[4]。

## 駅構造
相対式ホーム2面2線を有する高架駅である。ホームは東側が1番線、西側が2番線であり、それぞれ上り列車、下り列車が発着する。
1階建てのコンクリート駅舎は高架線東側（1番線側）の地平に設置されており、各ホームとは通路や階段で結ばれている。駅舎内部には自動券売機やJR全線きっぷうりばが設置されている。キオスクは無いが1990年代前半頃までは改札口で新聞、雑誌、飲料や菓子等を販売していた。
当駅は管理駅の富士宮駅が管理する業務委託駅であり、JR東海交通事業の係員が駅業務を行っているが、夜間時間帯は無人駅となる。

### のりば
| 番線 | 路線      | 方向 | 行先           |
| ---- | --------- | ---- | -------------- |
| 1    | CC 身延線 | 上り | 富士方面       |
| 2    | CC 身延線 | 下り | 身延・甲府方面 |

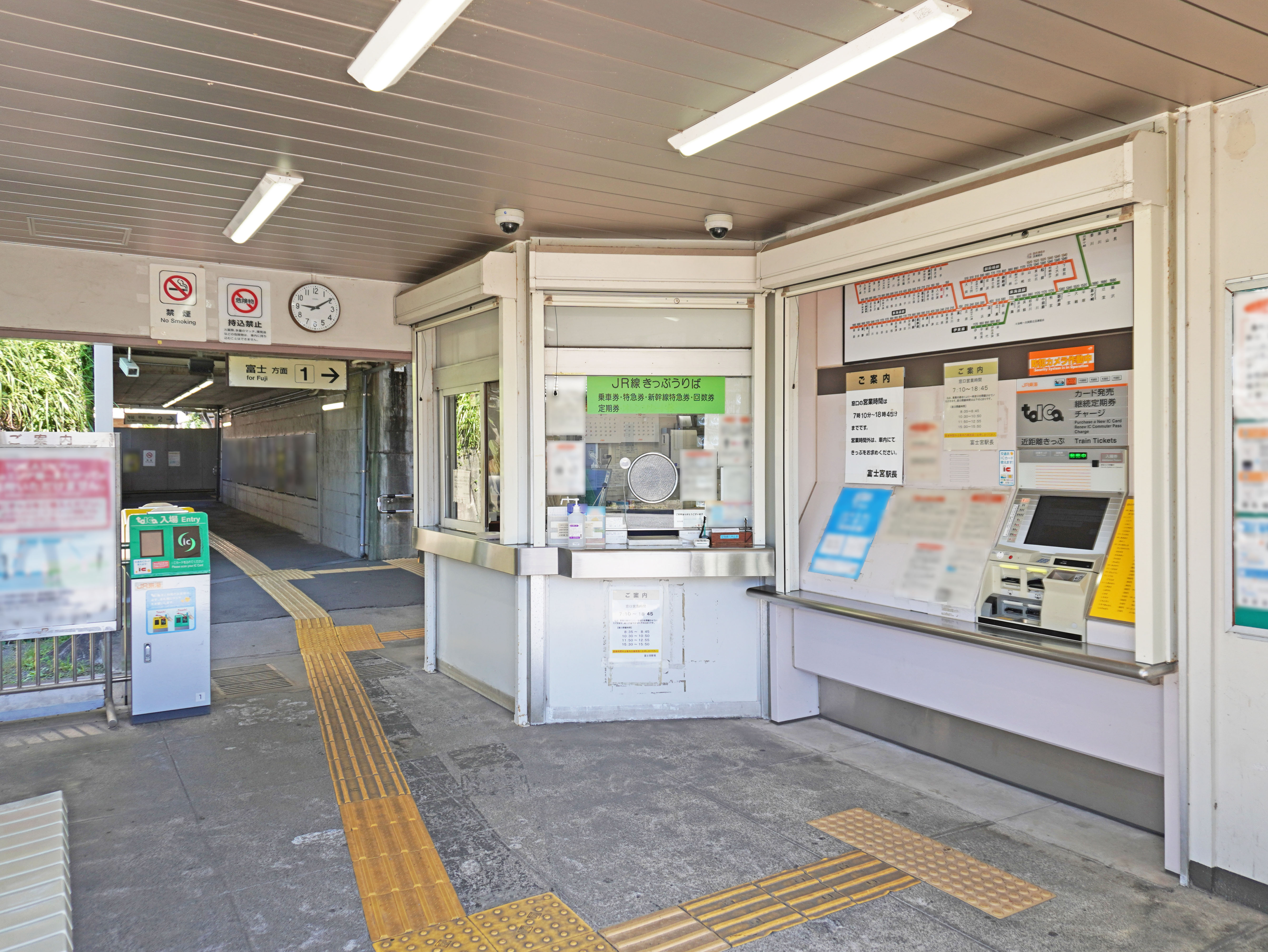
改札口（2022年9月）
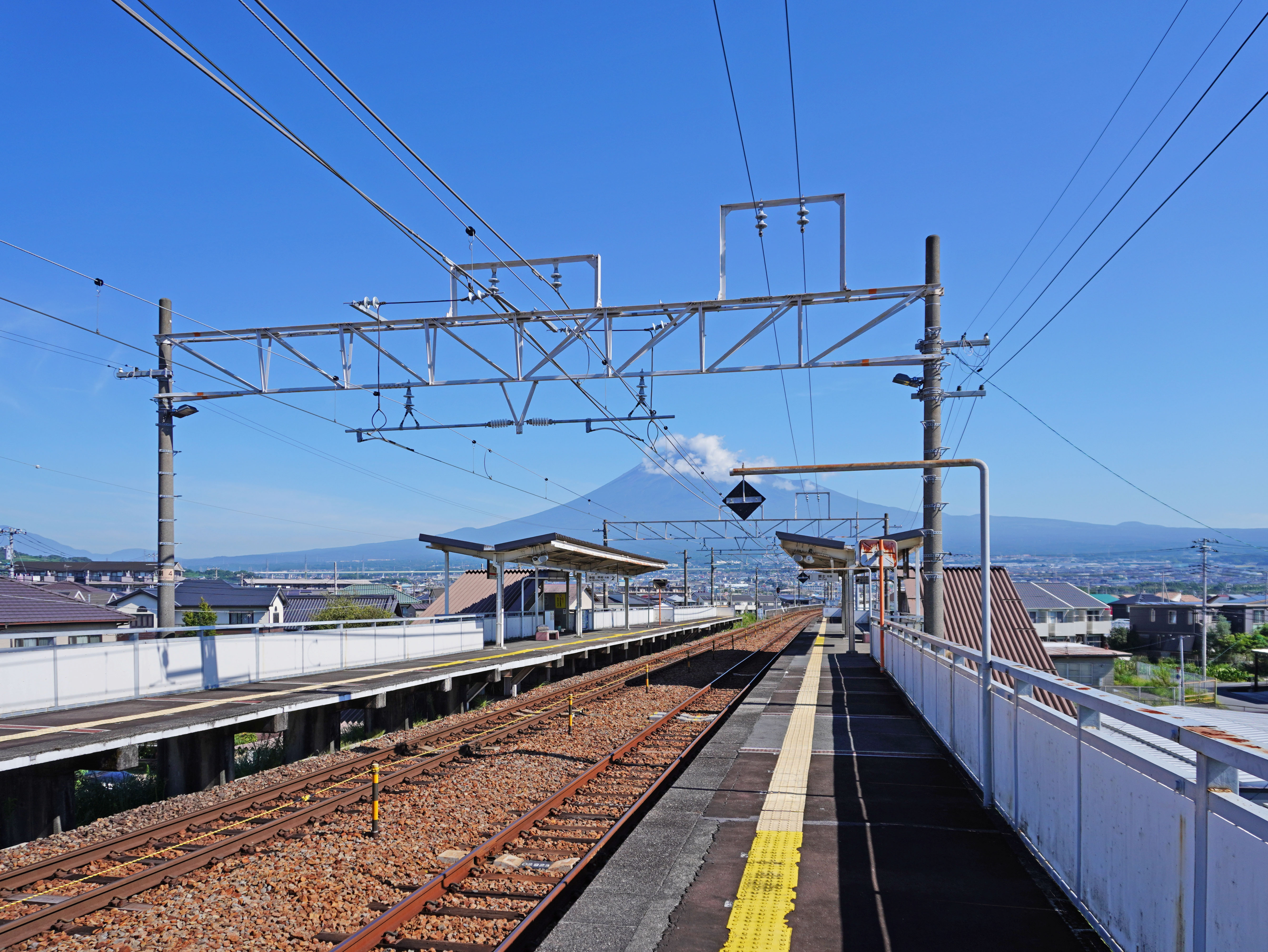
ホーム（2022年9月）

## 利用状況
「富士市統計書」「静岡県統計年鑑」によると、2021年度（令和3年度）の1日平均乗車人員は953人である。
1993年度（平成5年度）以降の推移は以下のとおりである。
| 乗車人員推移       | 乗車人員推移     | 乗車人員推移 |
| 年度               | 1日平均 乗車人員 | 出典         |
| ------------------ | ---------------- | ------------ |
| 1993年（平成05年） | 1,086            | [ 7 ]        |
| 1994年（平成06年） | 1,123            | [ 7 ]        |
| 1995年（平成07年） | 1,115            | [ 7 ]        |
| 1996年（平成08年） | 1,127            | [ 7 ]        |
| 1997年（平成09年） | 1,050            | [ 7 ]        |
| 1998年（平成10年） | 989              | [ 7 ]        |
| 1999年（平成11年） | 905              | [ 7 ]        |
| 2000年（平成12年） | 897              | [ 7 ]        |
| 2001年（平成13年） | 907              | [ 7 ]        |
| 2002年（平成14年） | 893              | [ 7 ]        |
| 2003年（平成15年） | 864              | [ 7 ]        |
| 2004年（平成16年） | 888              | [ 7 ]        |
| 2005年（平成17年） | 901              | [ 7 ]        |
| 2006年（平成18年） | 925              | [ 7 ]        |
| 2007年（平成19年） | 896              | [ 7 ]        |
| 2008年（平成20年） | 899              | [ 7 ]        |
| 2009年（平成21年） | 939              | [ 7 ]        |
| 2010年（平成22年） | 972              | [ 7 ]        |
| 2011年（平成23年） | 956              | [ 7 ]        |
| 2012年（平成24年） | 995              | [ 7 ]        |
| 2013年（平成25年） | 1,058            | [ 7 ]        |
| 2014年（平成26年） | 1,034            | [ 7 ]        |
| 2015年（平成27年） | 1,068            | [ 8 ] [ 7 ]  |
| 2016年（平成28年） | 1,065            | [ 8 ] [ 7 ]  |
| 2017年（平成29年） | 1,078            | [ 6 ] [ 7 ]  |
| 2018年（平成30年） | 1,081            | [ 6 ] [ 7 ]  |
| 2019年（令和元年） | 1,104            | [ 6 ] [ 7 ]  |
| 2020年（令和02年） | 1,022            | [ 6 ] [ 7 ]  |
| 2021年（令和03年） | 953              | [ 6 ] [ 7 ]  |

## 駅周辺
- 静岡県立富士高等学校
- 富士緑道 - 旧身延線跡地。

## バス路線
竪堀駅入口
- こうめ（運行は富士市が委託）
  - グリーンコース：富士駅 / 岩本山公園 ※平日土曜運転

宮崎クリニック入口
- ひまわりバス（運行は富士市が委託）
  - 富士駅循環（青コース・赤コース）：富士駅 ※平日土曜運転

## 隣の駅
東海旅客鉄道（JR東海）
CC 身延線
柚木駅 (CC01) - 竪堀駅 (CC02) - 入山瀬駅 (CC03)